# Pozsony (comitat)
Pozsony est un ancien comitat de Hongrie. Il était situé au nord est du royaume de Hongrie et se situe actuellement à l'ouest de la Slovaquie, une partie minime se situant dans l'actuelle Hongrie. Ses noms étaient : Pozsony vármegye en hongrois, Prešpurská župa en slovaque et Preßburger Gespanschaft en allemand.

## Géographie
Le comitat de Pozsony avait des frontières communes avec la Basse-Autriche et les comitats de Nyitra, Komárom, Győr et Moson. Il était situé entre la rivière Morava à l'ouest, le Danube au sud et le Váh à l'est. La partie sud des Petites Carpates divisait le comté en deux. Il comprenait en grande partie l'actuelle île fluviale de Žitný ostrov (Csallóköz en hongrois), entre le Danube et le petit Danube. Sa superficie était de 4,370 km² autour de 1910 et comptait alors 389.700 habitants.

## Sièges
Les sièges du comté étaient le château de Pozsony (château de Bratislava) et Somorja (Šamorín), puis à partir du XVIIIe siècle la ville de Pozsony.

## Histoire
Il était l'un des plus anciens comitats du royaume de Hongrie. Il fut créé aux environs de l'an 1000, peut-être avant, et disparut le 4 juin 1920, à la suite du traité de Trianon.

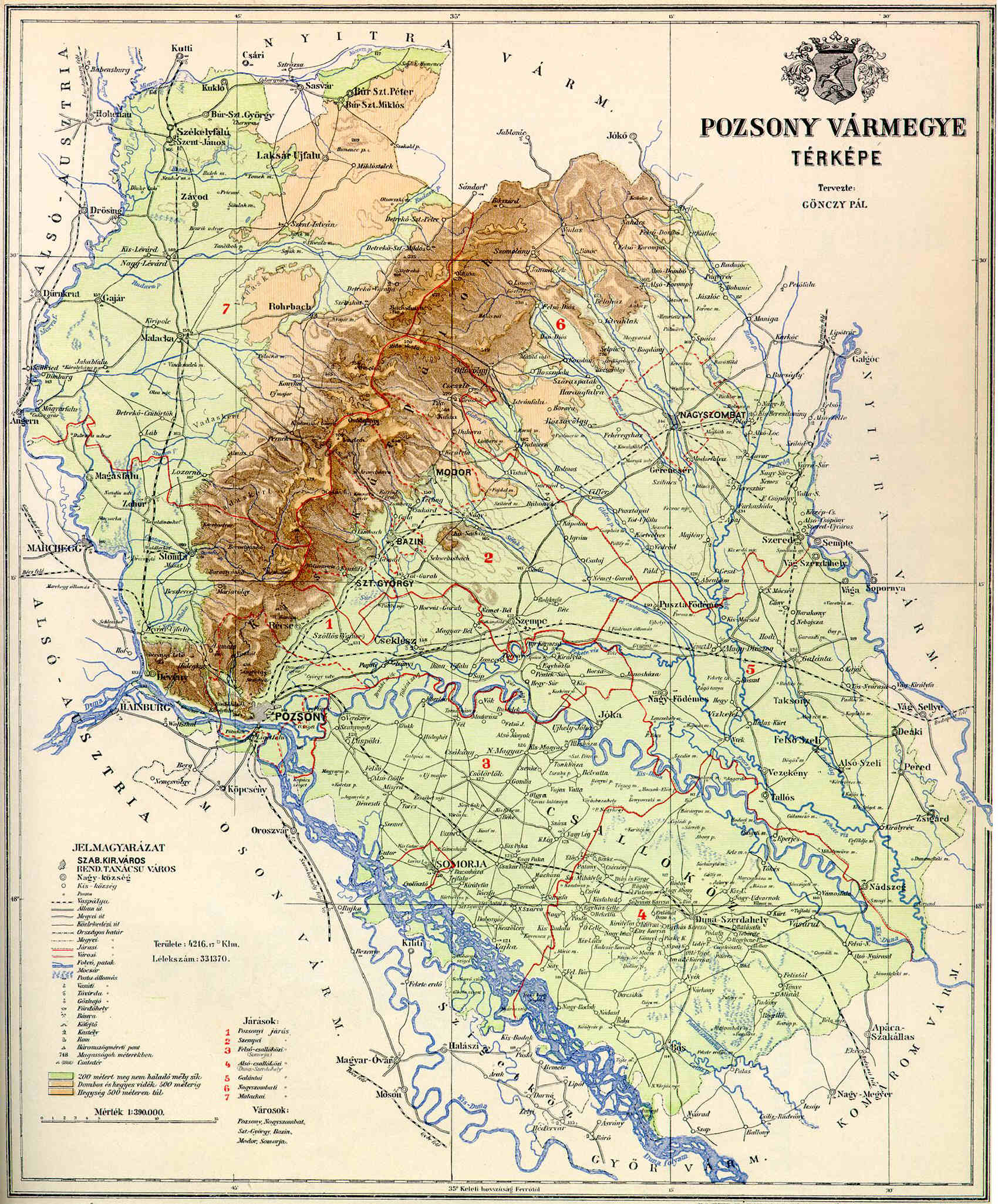
Carte du comitat de Pozsony (1891)

## Divisions administratives
| Districts (járás)                                | Districts (járás)                           |
| District                                         | Capitale                                    |
| ------------------------------------------------ | ------------------------------------------- |
| Dunaszerdahely                                   | Dunaszerdahely (slovaque : Dunajská Streda) |
| Galánta                                          | Galánta (slovaque : Galanta)                |
| Malacka                                          | Malacka (slovaque : Malacky)                |
| Nagyszombat                                      | Nagyszombat (slovaque : Trnava)             |
| Pozsony                                          | Pozsony (slovaque : Bratislava)             |
| Somorja                                          | Somorja (slovaque : Šamorín)                |
| Szenc                                            | Szenc (slovaque : Senec)                    |
| Capitale du comitat (törvényhatósági jogú város) |                                             |
| Pozsony (slovaque : Bratislava)                  |                                             |
| Chefs-lieux (rendezett tanácsú város)            |                                             |
| Bazin (slovaque : Pezinok)                       |                                             |
| Modor (slovaque : Modra)                         |                                             |
| Nagyszombat (slovaque : Trnava)                  |                                             |
| Szentgyörgy (slovaque : Svätý Jur)               |                                             |